# Hlohovec
Hlohovec (německy: Freistadt(l) (an der Waag), z toho odvozen název Frašták, maďarsky Galgóc) je okresní město na jihozápadním Slovensku v Trnavském kraji. Žije v něm přibližně 19 tisíc obyvatel. Ve městě je památková zóna. Žije zde přibližně 19 tisíc obyvatel.

## Historie

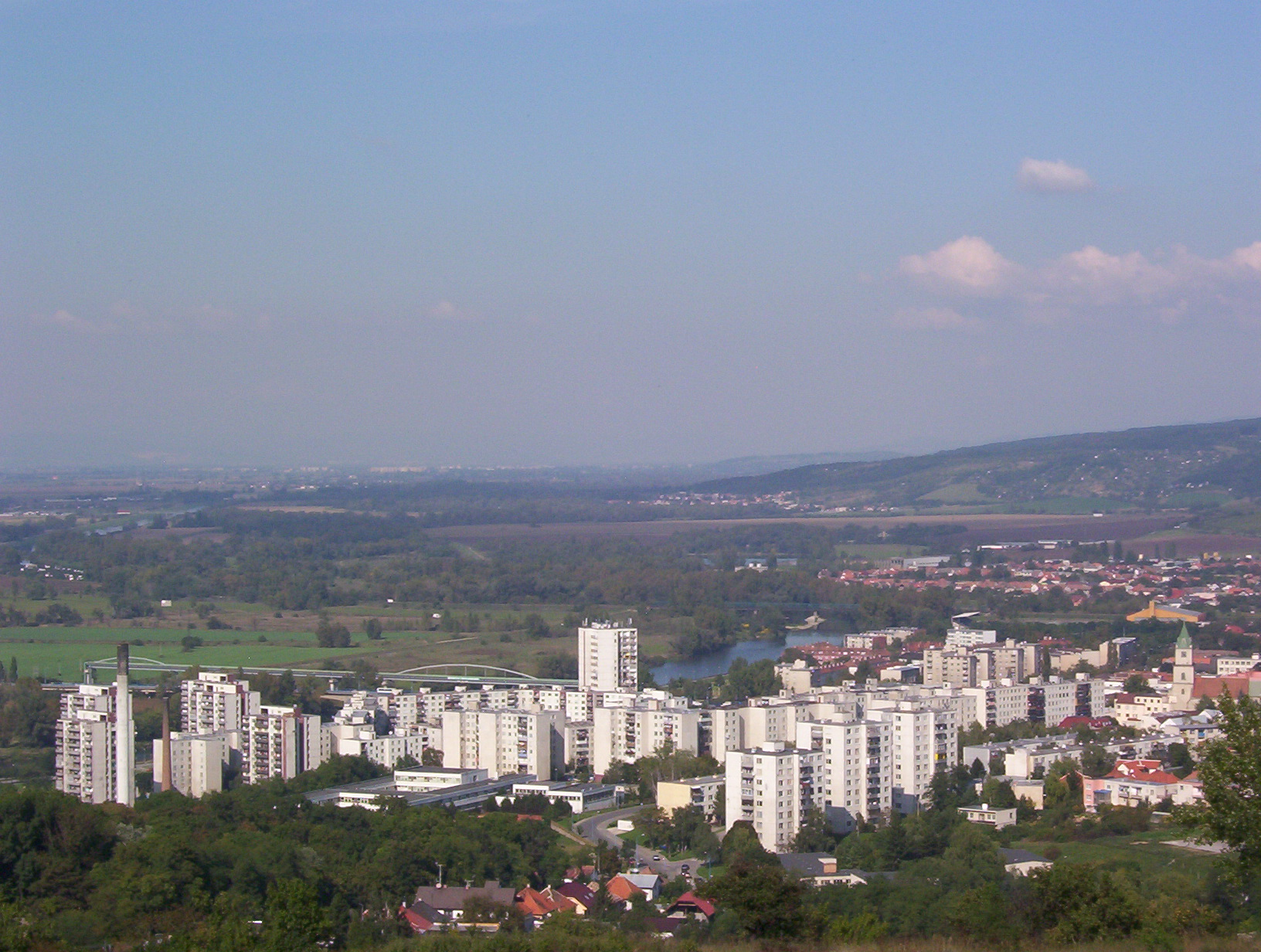
Panoráma Hlohovce

První písemná zmínka o městě se nachází v listině zoborského kláštera z roku 1113. Uvádí se v ní majetky a osady patřící hradu Hlohovec (Bojničky, Koplotovce). V době mongolského vpádu (1241–1242) byla osada zničena, ale už v roce 1275, podle listiny Ladislava IV. měla dvě tržiště.
V roce 1362 si od krále Ludvíka I. vyžádal Mikuláš Ujlaky pro Hlohovec první městská privilegia: povolení konat trhy a mít samosprávu. V roce 1446 obsadilo hrad i město vojsko Jana Jiskry z Brandýsa. V roce 1525 daroval král Ludvík II. hrad spolu s celým panstvím Alexeji Turzovi. Turzové panství vlastnili až do roku 1635, kdy zemřel poslední z rodu, Adam Turzo. Po nich koupil hrad i s panstvím roku 1639 Adam Forgáč.
Život obyvatelstva v 16. a 17. století poznamenala protihabsburská povstání, nájezdy Osmanských vojsk a okupace. V roce 1599 přešlo městem právě turecké vojsko, způsobilo velké škody. Začátkem 17. století začala první protihabsburská povstání. Veleli jim nejprve Štěpán Bočkaj, později Gabriel Betlen. Krátce po jejich vzpouře město opět obsadili Turci a drželi ho až do svojí porážky u Vídně v roce 1683. V roce 1720 zde byl na místě původní slovanské osady postaven renesančně-barokní zámek, který je nyní největší a nejznámější památkou ve městě.

## Přírodní poměry
Hlohovec leží na řece Váh, asi patnáct kilometrů severovýchodně od Trnavy a 25 km severozápadně od Nitry. Nachází se při nejjižnějším výběžku Považského Inovce do Podunajské pahorkatiny. Jádro města leží na levém kopcovitém břehu Váhu, katastr však zasahuje i na plochý pravý břeh (území připojené vesnice Šulekovo – dříve samostatná obec, do roku 1948 nazývaná Beregseg) až k říčce Dudváh. Nadmořská výška se pohybuje od 140 po 340 metrů, centrum leží ve výšce okolo 150 metrů. Ve správním území města leží přírodní rezervace Sedliská.

## Části města
Hlohovec se skládá z celkem pěti městských částí: Hlohovec, Nová štvrť, Peter (dříve Svätý Peter), Sihoť, Šulekovo. Na jihozápadě leží městská část Sihoť. Na západě se nachází městská část Šulekovo (kdysi samostatná obec, do roku 1948 zvaná Beregseg). V severovýchodní části města je městská část Nová čtvrť. Ještě dále na sever se nachází městská část Peter (kdysi samostatná obec, starší název Svätý Peter, případně Svätý Peter pri Váhu).

## Doprava
Město leží stranou hlavních dopravních tahů, nachází se ale blízko dálnice D1 (exit 66) a uzlové železniční stanice Leopoldov, odkud přes Hlohovec vede trať č. 141. Přímo v Hlohovci se kříží silnice II. třídy č. 507, 513 a 514.

## Průmysl
V Hlohovci má dlouhou tradici výroba léčiv; dřívější výrobní závod Slovakofarma přešel do vlastnictví koncernu Zentiva.

## Pamětihodnosti
- Vlastivědné muzeum v areálu františkánského kláštera
- Hlohovecký zámek
- Farní kostel svatého Michala
- Městský špitál s kostelem
- Silniční most
- Evangelický kostel
- Budova školy v ulici M. R. Štefánika
- Budova školy v Pribinově ulici
- Radnice

## Osobnosti
- Viera Feráková (1938–2023), botanička
- Otto Lackovič (1927–2008), herec
- Richard Müller (* 1961), zpěvák
- Michal Vičan (1925–1986), fotbalista a trenér